# Serrat dels Pinyers
El Serrat dels Pinyers és una serra situada al municipi de Viver i Serrateix a la comarca del Berguedà, amb una elevació màxima de 615 metres.